# إم 8 غريهاوند
إم 8 غريهاوند (بالإنجليزية: M8 Greyhound) يُطلق عليها رسميًا عربة إم 8 المُصفَّحة الخفيفة هي عربة مُصفَّحة أمريكيّة، قامت شركة فورد موتور بتصميمها وتصنيعها خلال الحرب العالمية الثانية، حيث استخدمها الجنود الأمريكان والبريطانيّون في أوروبا والشرق الأدنى حتى نهاية الحرب. ولقد اُستخدمت هذه المُصفَّحة لاحقًا في العديد من المناطق حوال العالم، ولا تزال بالخدمة في بعض الدول.

## التاريخ
تم إنتاج 8,523 عربة من نوع إم 8 وحوالي 3,791 عربة من نوع إم 20 بين عاميّ 1943 و1945. وقد اُستُخدمت بشكل كبير في دول آسيويّة وإفريقيّة، حيث شاركت في الحرب العالمية الثانية والحرب الكورية والحرب الهندوصينية الأولى وأزمة الكونغو وحرب فيتنام.

## الأنواع
لقد تم إنتاج عدّة نُسخ من هذه المُصفَّحة، حيث كانت تي 22 هي النسخة النموذجيّة، في حين أُنتجت تي 22 إي 1، وتي 22 إي 2 كتطوير لتلك النسخة. ثم تم إنتاج إم 8، وإم إي 1. وبعد ذلك إم 20، ثم تي 69، وإم 8/إم 20 أتش 90، وغيرها.

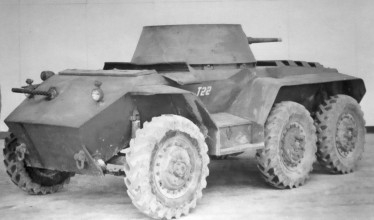
تي 22.
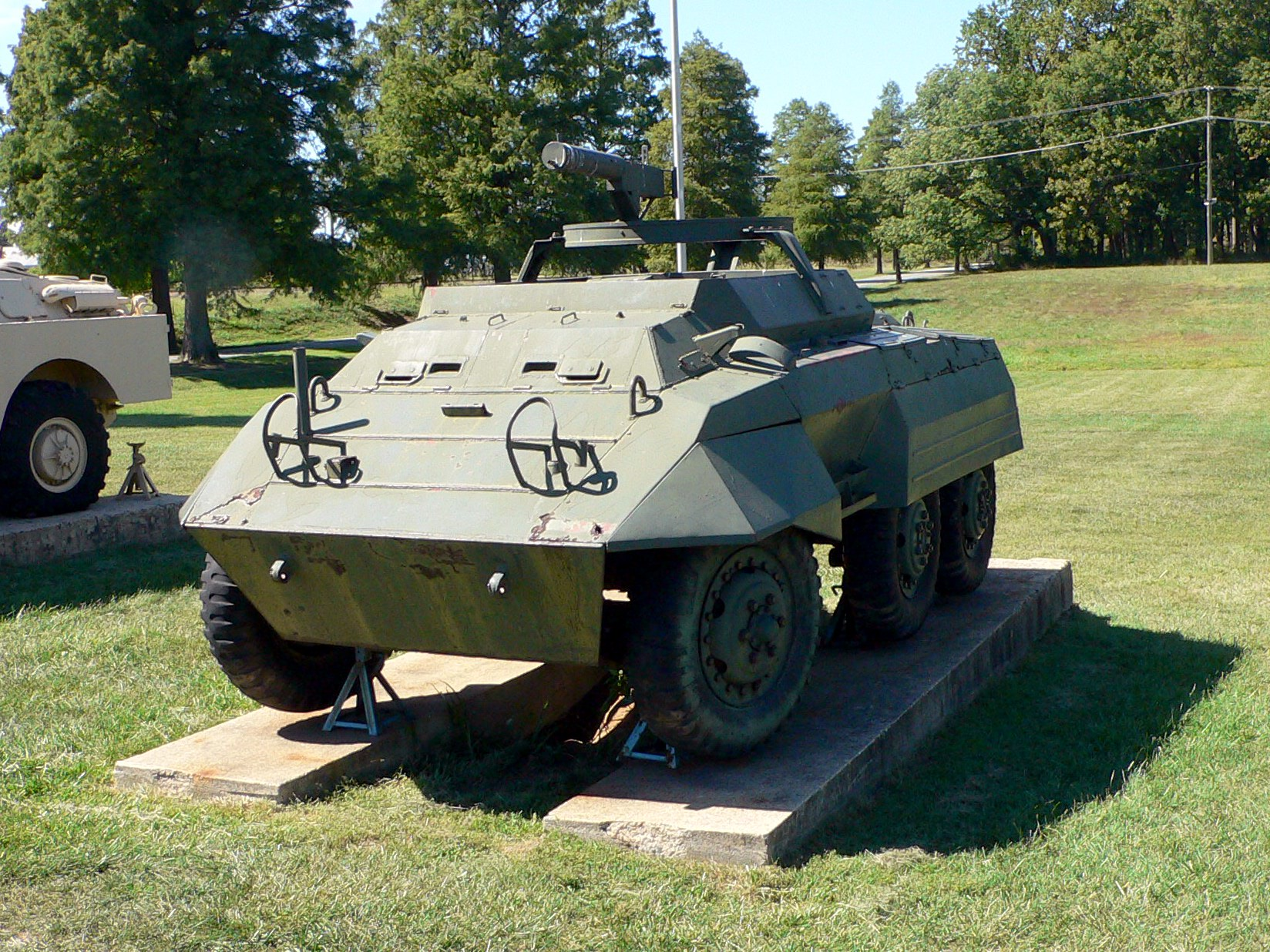
إم 20.

## المستخدمون

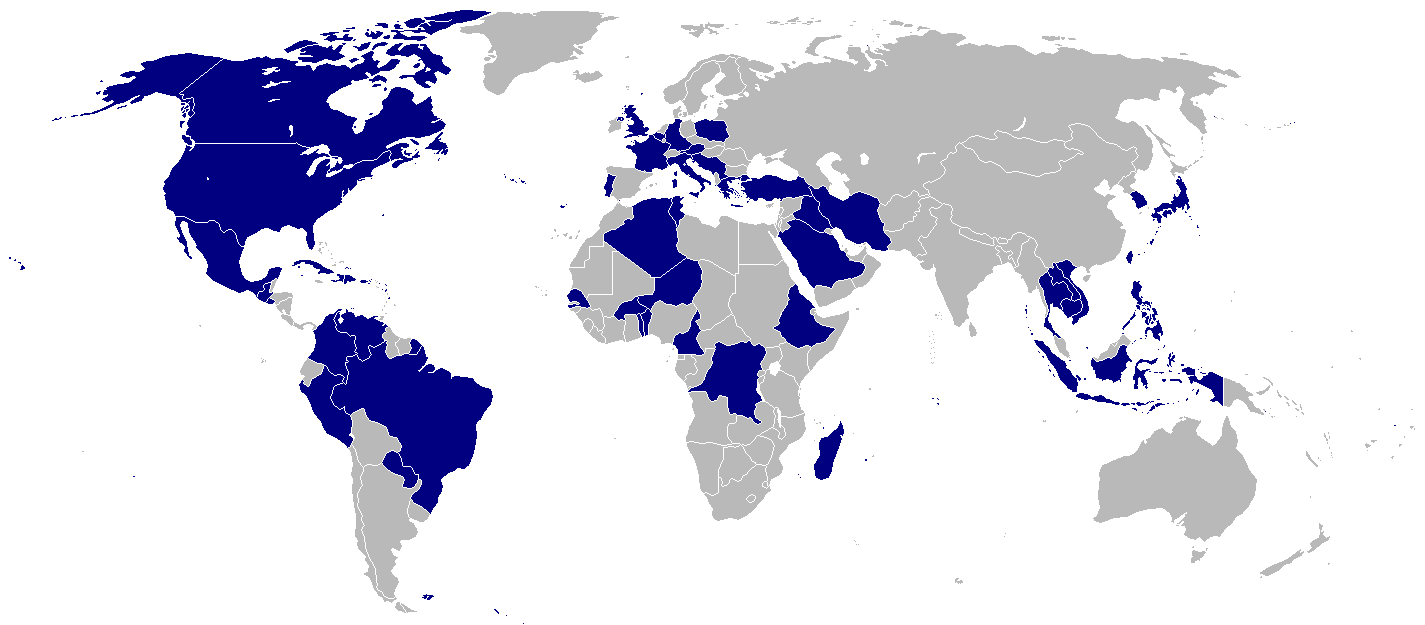
مشغليّ عربات إم8/ إم20 الحاليين والسابقين.

بالإضافة إلى الولايات المُتحدة، اُستُخدمت إم 8 غريهاوند سابقًا في كثير من الدول مثل ألمانيا، إثيوبيا، إندونيسيا، إيران، إيطاليا، البرازيل، البرتغال، تايلند، تركيا، تونس، الجزائر، ساحل العاج، السعودية، السنغال، العراق، فرنسا، الفلبين، فنزويلا، فيتنام، قبرص، الكاميرون، كندا، كوبا، كوريا الجنوبية، الكونغو الديمقراطية، مدغشقر، المكسيك، المملكة المتحدة، النمسا، النيجر، اليابان، يوغسلافيا، اليونان، وغيرها. كما لا تزال كل من باراغواي، بيرو، غواتيمالا، وكولومبيا من المُشغّلين لهذه المُصفَّحة إلى الآن.

## وصلات خارجية
- إم 8 غريهاوند، wwiivehicles.com (بالإنجليزية)
- إم 8 غريهاوند، RobertsArmory (بالإنجليزية)
- صور لمصفحة إم 8 غريهاوند